# アカズ
アカズ  (Akazu) は、ルワンダ大統領のジュベナール・ハビャリマナ（1994年在職中に暗殺）と妻のアガト・ハビャリマナの血縁者を中心とした、フツの非公式な政治権力の中枢組織である。この組織のメンバーや関係者の多くが1994年のルワンダ虐殺に加担した疑いが持たれている。なお、"アカズ"とはルワンダ語（およびルンディ語）で"小さな家"を意味する
。
もともとは王を囲む廷臣グループを指して王政時代に使われていた言葉である。
当初は「夫人の氏族」(clan de Madame)という名で呼ばれていた。

## 概要
アカズはハビャリマナ大統領夫妻の子供や近親者、同郷のギセニ県の出身者からなり、メンバーはハビャリマナ政権で要職を歴任した。また、国内のツチや、ウガンダからの侵攻者であるルワンダ愛国戦線、あるいはアカズ関連者以外のフツとの政権共同運営を望まなかった。研究者によれば、1994年に引き起こされたルワンダ虐殺の基礎となったフツ・パワーのイデオロギーや、ルワンダ虐殺における人道に対する罪は、アカズが自分たちの権力を維持するためのものであったという。1993年のアルーシャ協定の成立による権力基盤の喪失を危惧したアカズは、同協定の交渉や締結に対して強く反対したほか、ルワンダ虐殺のジェノサイドでも主要な役割を果たしたことが明らかとなっている。

## アカズに含まれる人物
上の定義からも明らかであるように、アカズはその範囲が明確に定義されておらず、メンバーも固定されていなかった。そのため、アガト・ハビャリマナの兄弟であり、多くの研究者の間でアカズの中核的な人物であるとみなされているジギラニラゾ、サガトゥワ、ルワブクンバの3人を除き、どの人物が含まれるかは研究者により異なっている。しかしながら、多くの研究者間で共通する点として、ハビャリマナ夫妻の近親者が多い点、軍関係者が多い点、ジュベナールとアガトの出身地であるギセニ県および同県に隣接するルヘンゲリ県の出身者が多い点、ジュベナール・ハビャリマナと年齢が同一もしくはやや下の者が多い点が知られている。以下にアカズとして言及された者のうちの一部を記す。
- プロテ・ジギラニラゾ (en:Protais Zigiranyirazo)：1938年2月、ギセニ県ギシエ(Giciye)コミューンに生まれた[7]。アガト・ハビャリマナの兄[7][8]である。1969年に国会議員になって政治の世界に入った[7]。1973年にキブエ県の知事に、さらに1974年にはルヘンゲリ県の知事となり[7]、1989年まで務めた[7])。その後政治の世界から引退し、ルワンダを出国してモントリオールのケベック大学で研究を続けたが、1993年に帰国、ビジネスマンとして働いた[7]。Mons Zの別名でも知られ、特に悪名が高い[9]。政権末期になって権力を失ったジュベナール・ハビャリマナに代わって、事実上の最高権力者になっていた[10]。

2001年7月26日にベルギー当局によってブリュッセルで逮捕され、2001年10月3日にアルーシャのルワンダ国際戦犯法廷にある収容施設へ移送され、2005年10月3日にルワンダ国際戦犯法廷により起訴された。他の文献では、起訴は2006年と書かれているが、検察側の審理がいったん終了し弁護側の審理が始まったのが2006年であり、検察側の審理は2005年には始まっている。よって、これらの文献の記述は誤りである。
2008年12月18日、1審判決が出され、計55年の禁固刑を申し渡された(ケショ(Kesho)の丘でのジェノサイドについて禁固20年、キヨヴ(Kiyovu)検問でのジェノサイドについて禁固15年、ケショの丘での人道に対する罪で禁固20年)。判決は3つの罪に関する禁固刑を同時に科すことを求めたので服役期間は20年であった。1審判決に不服であると主張して検察・被告側がともに控訴した。
2009年11月16日2審判決が出され、被告は逆転無罪になった。無罪となった理由は、被告側が主張したアリバイの評価を1審判決が誤ったことや、アリバイの成否の証明の責任は検察側にあるにもかかわらず、1審判決はむしろ被告側にその責任を求めており、もっとも基本的な法の原則を無視したことによる。
ジギラニラゾは、1985年に起きたダイアン・フォッシー(Dian Fossey, 高名なアメリカの動物学者)殺害への関与が示唆されている。インテラハムウェのアドヴァイザーでもあり、新聞「カングラ」へ資金提供していた。
- エリー・サガトゥワ (Elie Sagatwa)：アガト・ハビャリマナの弟。大統領警護隊の実質的な最高指揮官であったが、1994年4月6日の航空機撃墜時にジュベナール・ハビャリマナとともに死亡[21]。
- セラファン・ルワブクンバ (Séraphin Rwabukumba)：アガト・ハビャリマナの弟[8]の末の弟[22]で、中央銀行総裁[23]。第64部隊ゾウロウ(the 64th battalion Zoulou、ギコンド(Gikondo)のインテラハムウェの部隊の名前[24])のトップだった[24]。インテラハムウェのアドヴァイザーでもあった[20]。
- カシミール・ビジムング (en:Casimir Bizimungu)：ルヘンゲリ県出身。開発国民革命運動 (MRND) の中央委員で1994年の暫定政権の保健相を務めていた。イデオロギー面におけるジェノサイドの指導者であったとされる[25]。
- アナトール・ンセンギユンヴァ (Anatole Nsengiyumva)：ギセニ県出身。同県の軍事作戦司令官で、ルワンダ虐殺時にはニュンド教会の虐殺など県内の虐殺に関与[26]。ルワンダ国際戦犯法廷により起訴、逮捕されている[27]。
- テオネスト・バゴソラ (en:Theoneste Bagosora) ：ギセニ県の出身。退役軍人でルワンダ国防省官房長[28]。ジェノサイドの計画・遂行の中心人物で、人道に対する罪で有罪となり無期懲役の判決を受けた[29]。
- フェリシアン・カブガ ：息子がハビャリマナの娘と結婚していた[30]。フツ過激派系の政党、開発国民革命運動および共和国防衛同盟と、その民兵組織であったインテラハムウェとインプザムガンビへの資金や武器、人員輸送への協力を行った嫌疑で国際指名手配中[31]。
- ピエール=セレスティン・ルワガフィリタ(Pierre-Célestin Rwagafilita)[8] : アガト・ハビャリマナの兄弟[8]。
- ローラン・セルブガ (Laurent Serubuga)[32] : 将軍。セルブガはアカズの中で最も強力な人物だった[33]。
- アルフォンス・ンティリヴァムンダ(Alphonse Ntirivamunda)[32] : ジュベナール・ハビャリマナの甥[34]。ルワブクンバが指揮した死の部隊の同僚[32](別の文献[8]によると、大統領警護隊の司令官である)。